# Академія образотворчих мистецтв (Відень)
Академія образотворчих мистецтв (нім. Akademie der bildenden Künste) — державна художня академія у Відні, Австрія, одна з найстаріших в Європі.

## Історія
Віденська художня академія постала в 1692 році як приватна академія надвірного художника Петера Штруделя за зразком Римської Академії Святого Луки. В 1772 році всі існуючі на той час школи мистецтва поєднувалися в Академію об'єднаних образотворчих мистецтв. В 1872 році Академія отримала статус вищого навчального закладу, а в 1998 році, зберігши свою колишню назву, вона стала університетом.
В 1898 та 1910 роках Отто Вагнер представив проєкти нової будівлі Академії образотворчих мистецтв, які проте не були втілені в життя.
З 1 квітня 1877 року Академія розміщується в побудованій Феофілом ван Гансеном чотириповерховій будівлі на площі Шіллерплац. До складу Академії входять картинна галерея (250 полотен пензля відомих майстрів, від періоду раннього Ренесансу і аж до XVIII — початку XIX ст., таких як: Босх, Лукас Кранах Старший, Рембрандт, Рубенс, Тиціан, Мурільйо та Гварді), а також гравюрний кабінет — одна з найвизначніших збірок графіки в Австрії. Обидві колекції — живопису і графіки — служать навчальним матеріалом для студентів Академії. Культурні цінності зазнали значних пошкоджень під час Другої світової війни.

## Знамениті викладачі

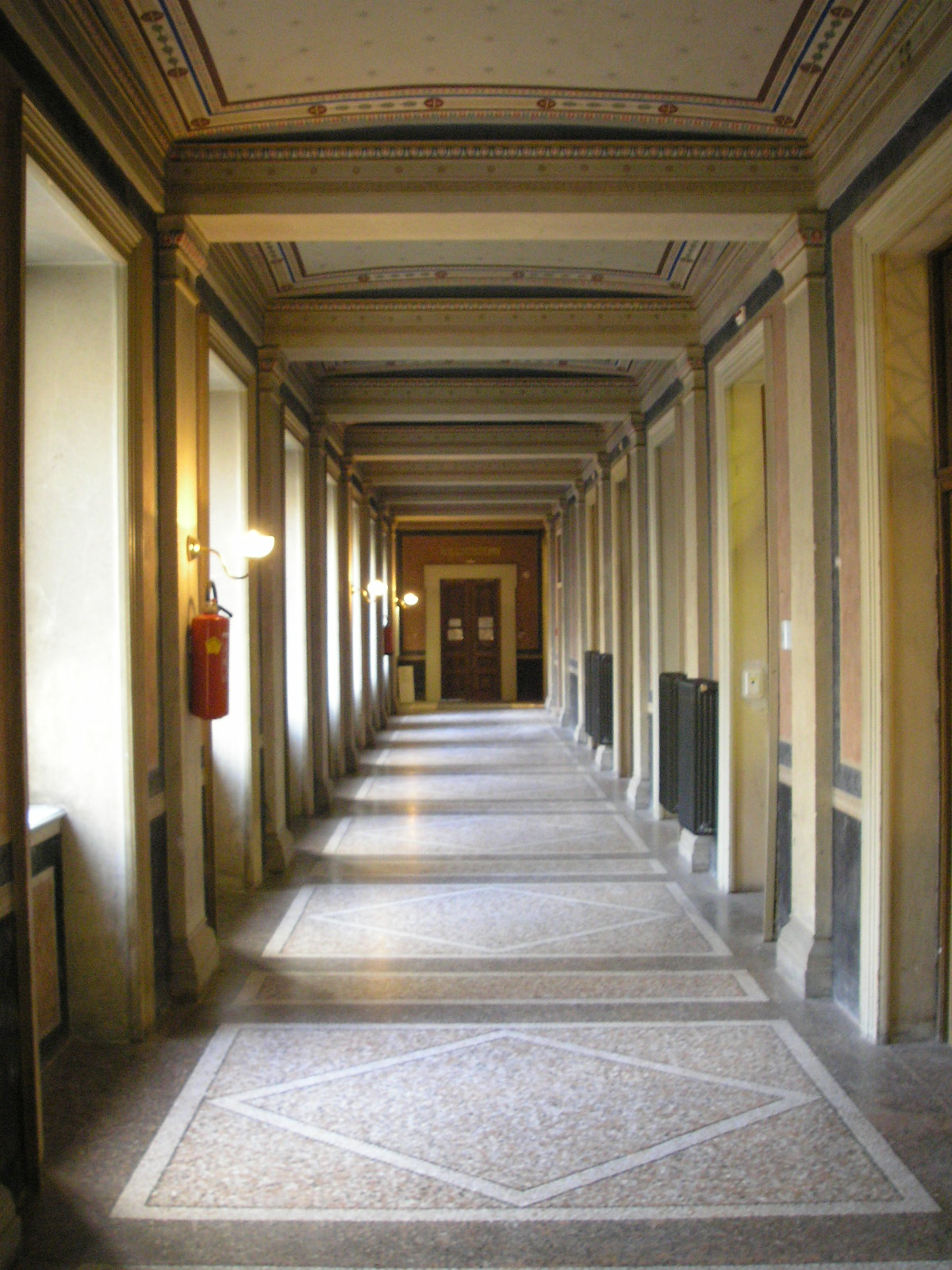

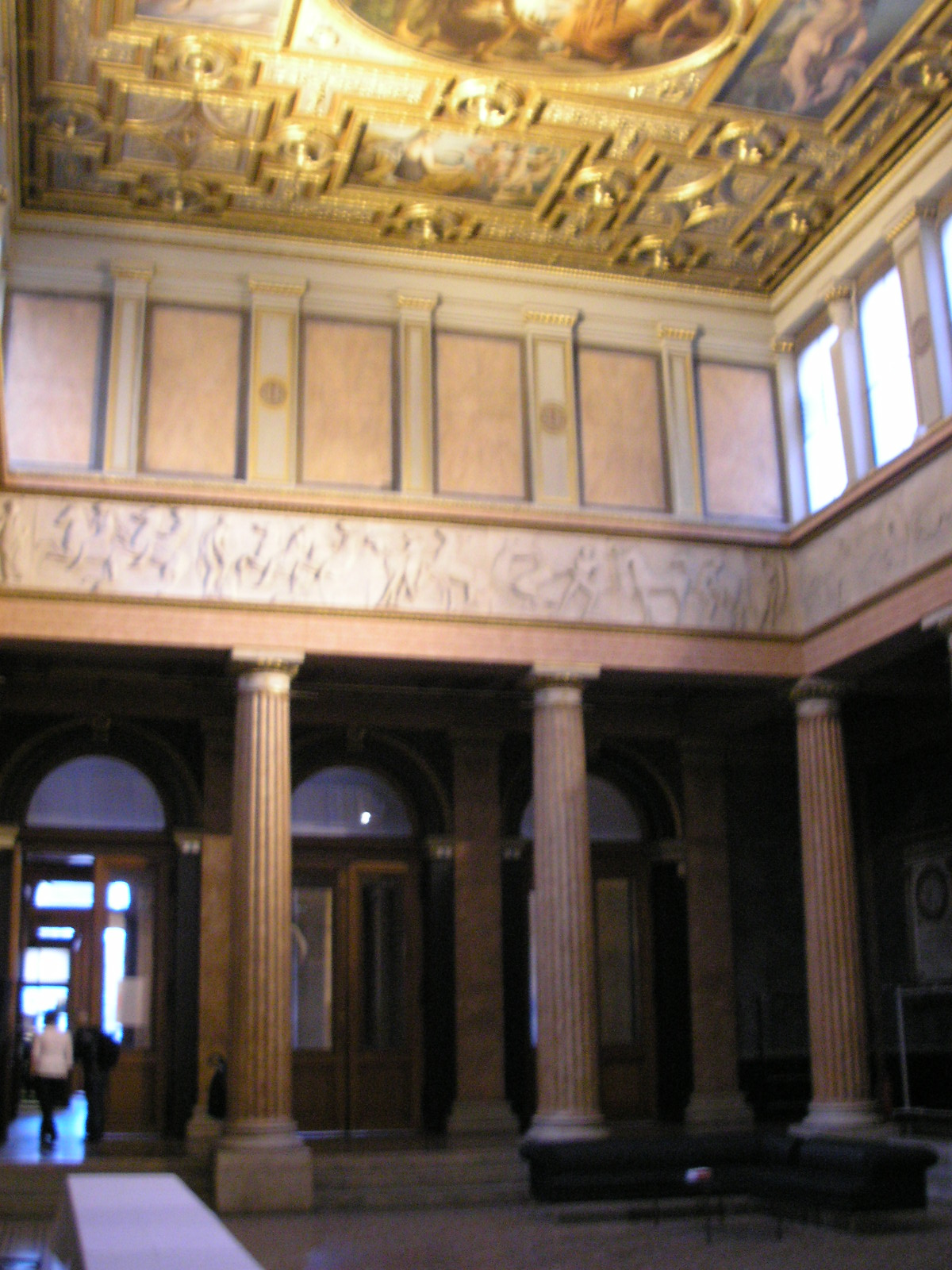

- Ансельм Феєрбах
- Харун Фарокі
- Август Айзенменгер
- Крістіан Рубен
- Рудольф Бахер

## Знамениті студенти
- Антон Попель
- Йосип Абель
- Антон Ажбе
- Людвиг Дойч (1855—1935)
- Август Айзенменгер
- Шарль-Едуар Бутібонн
- Отто Вагнер
- Фердинанд Георг Вальдмюллер
- Йозеф Кріхубер
- Карл Кундман
- Гільда Ціммерман
- Губерт Ланда
- Вільгельм Леопольский
- Габріель фон Макс
- Франц Антон Маульберч
- Франц Мессершмідт
- Франц Мезер
- Людвіг Міхалек
- Фрідріх Овербек
- Міхай Поллак
- Ернст Фукс (1930 р.н.)
- Готфрід Гельнвайн
- Фріденсрайх Гундертвассер
- Міклош Іжо
- Штейндль Імре
- Йозеф Штілер
- Едуард фон Енгерт
- Іван Мештрович
- Маргарете Шютте-Ліхоцкі
- Бойке Боуер [8]
- Йозеф Селлені

### Українські студенти Академії
- Грабовський Анджей Броніслав
- Антон Яблоновський
- Теодор Яхимович
- Теофіл Копистинський
- Лука Долинський
- Корнило Устиянович
- Війтович Петро
- Бойчук Михайло Львович
- Федецький Альфред Костянтинович
- Северин Обст
- Юстин Пігуляк
- Микола Івасюк
- Епамінандос Бучевський
- Максимович Євген Олександрович
- Богдан Лепкий

## Галерея

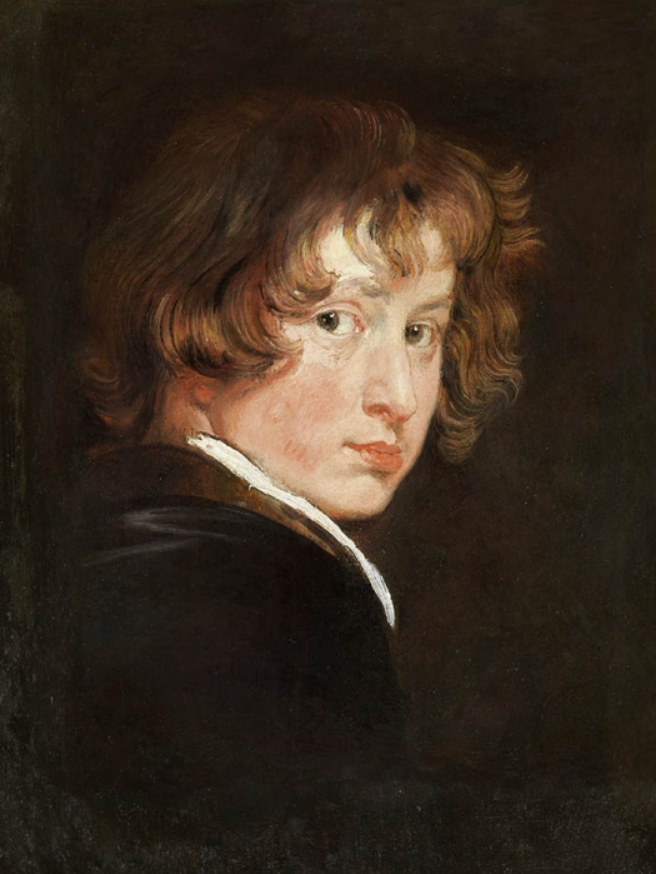
Антоніс ван Дейк, Автопортрет
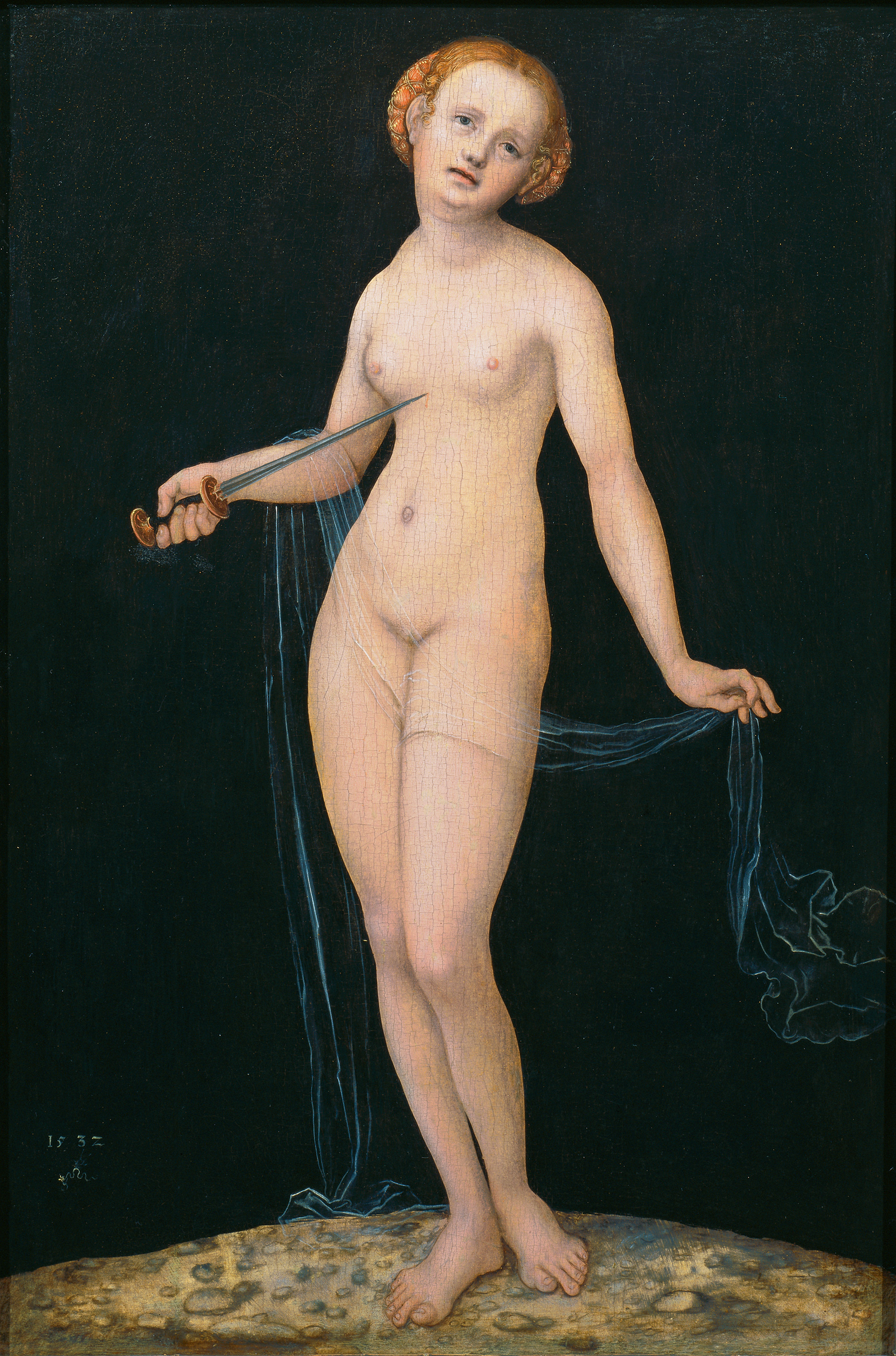
Лукас Кранах Старший, Лукреція
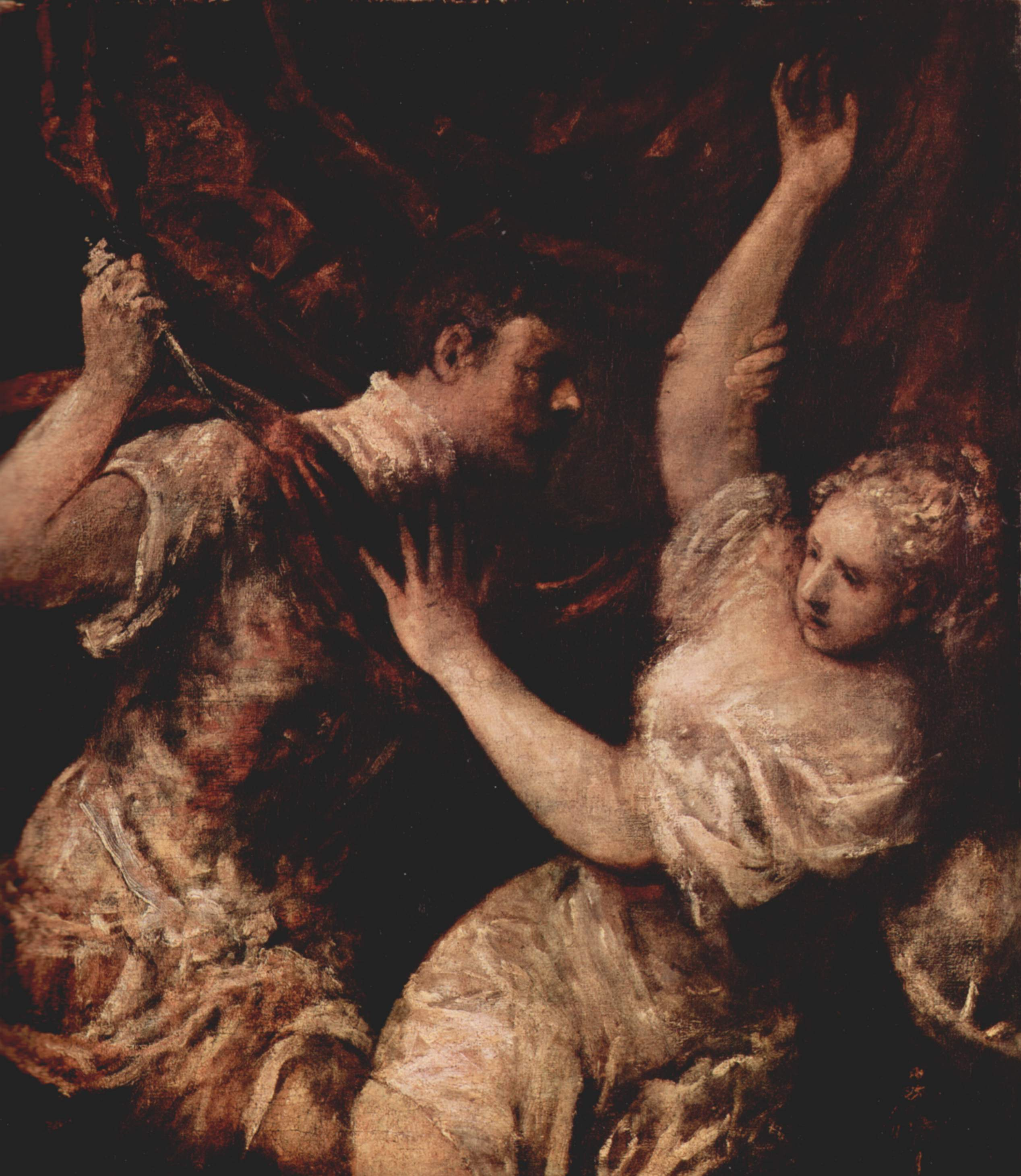
Тіціан, Тарквіній Секст і Лукреція
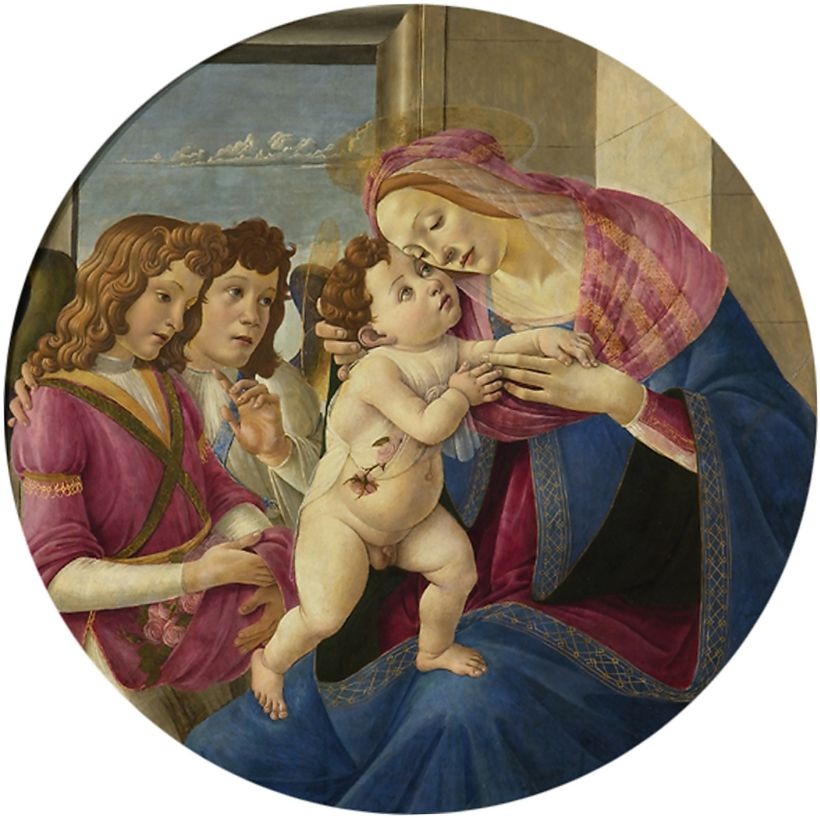
Сандро Ботічеллі, Мадонна з дитиною та два янголи
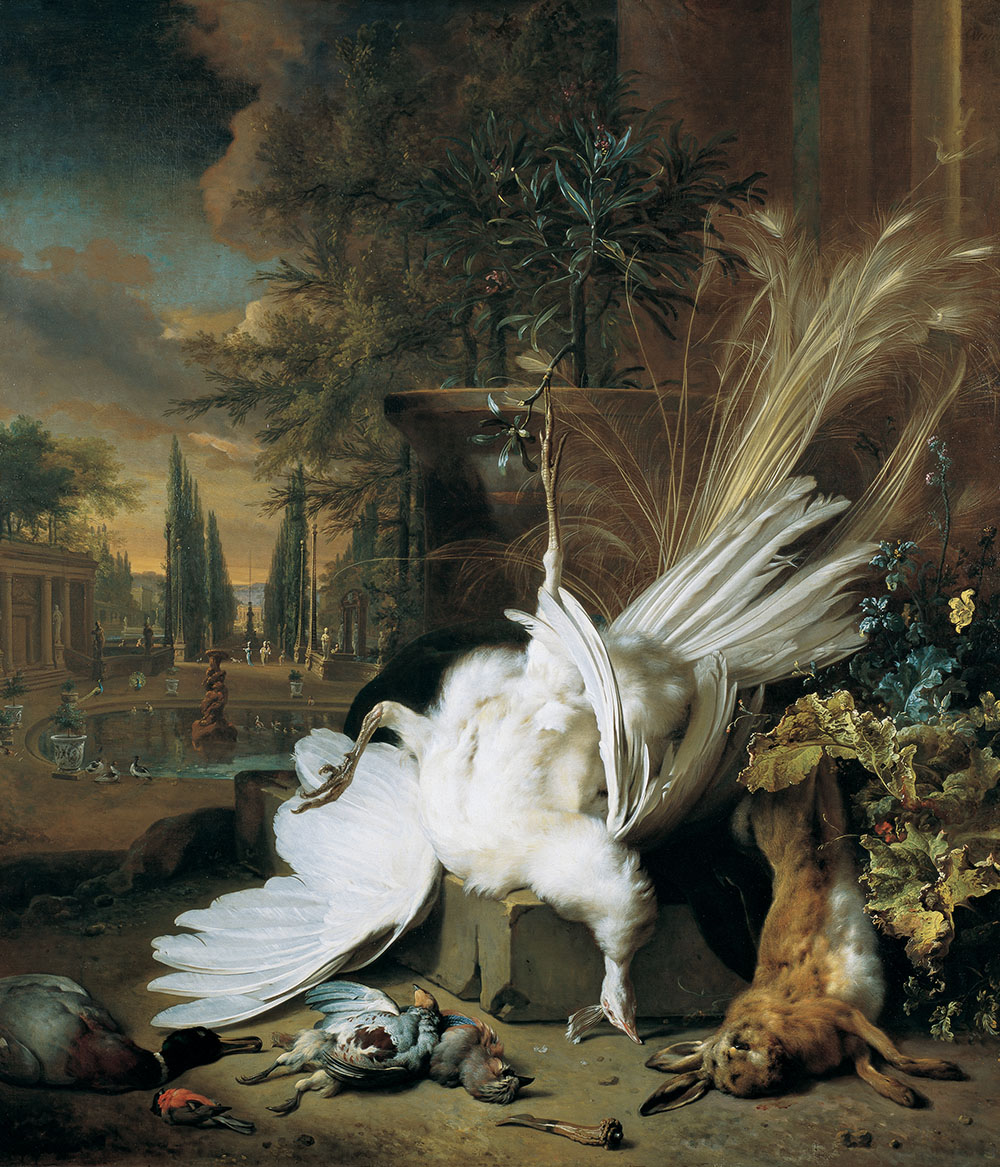
Ян Венікс, Біла пава
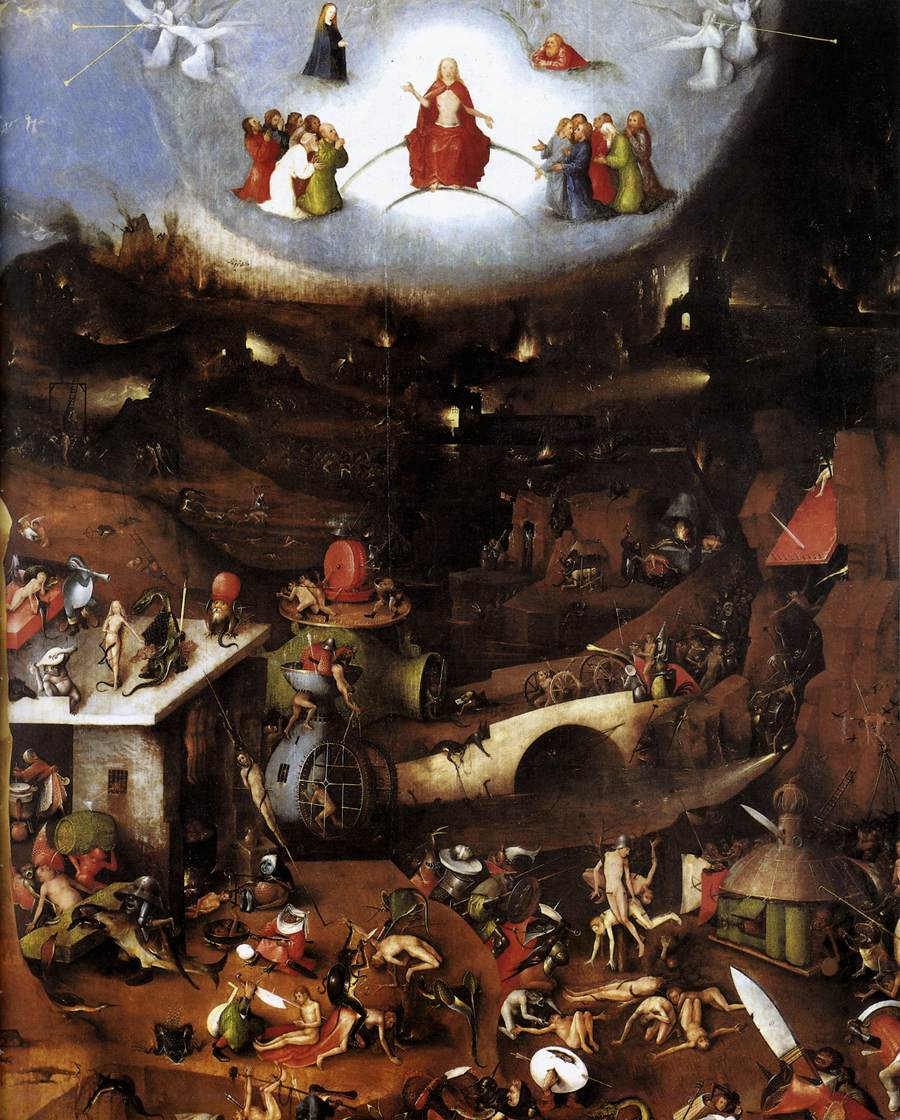
Ієронім Босх, Страшний суд. Триптих. 1504
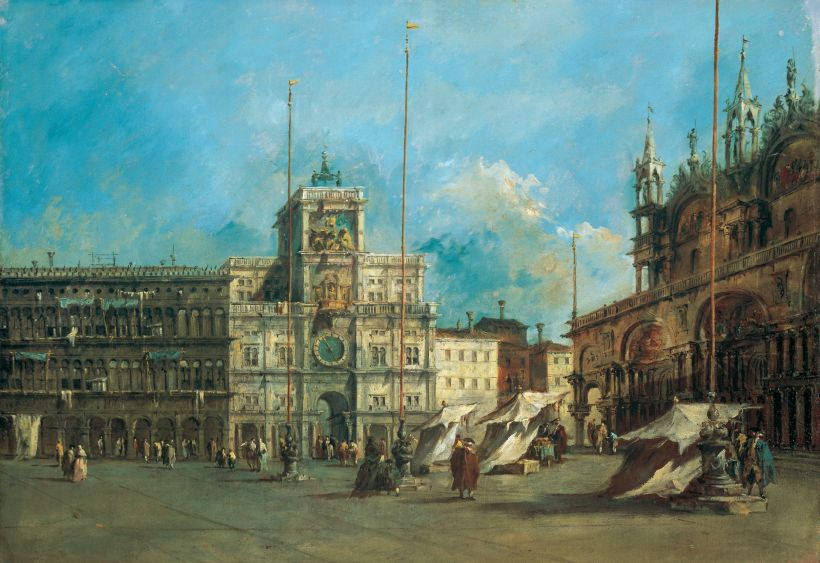
Франческо Гварді, Площа Святого Марка у Венеції
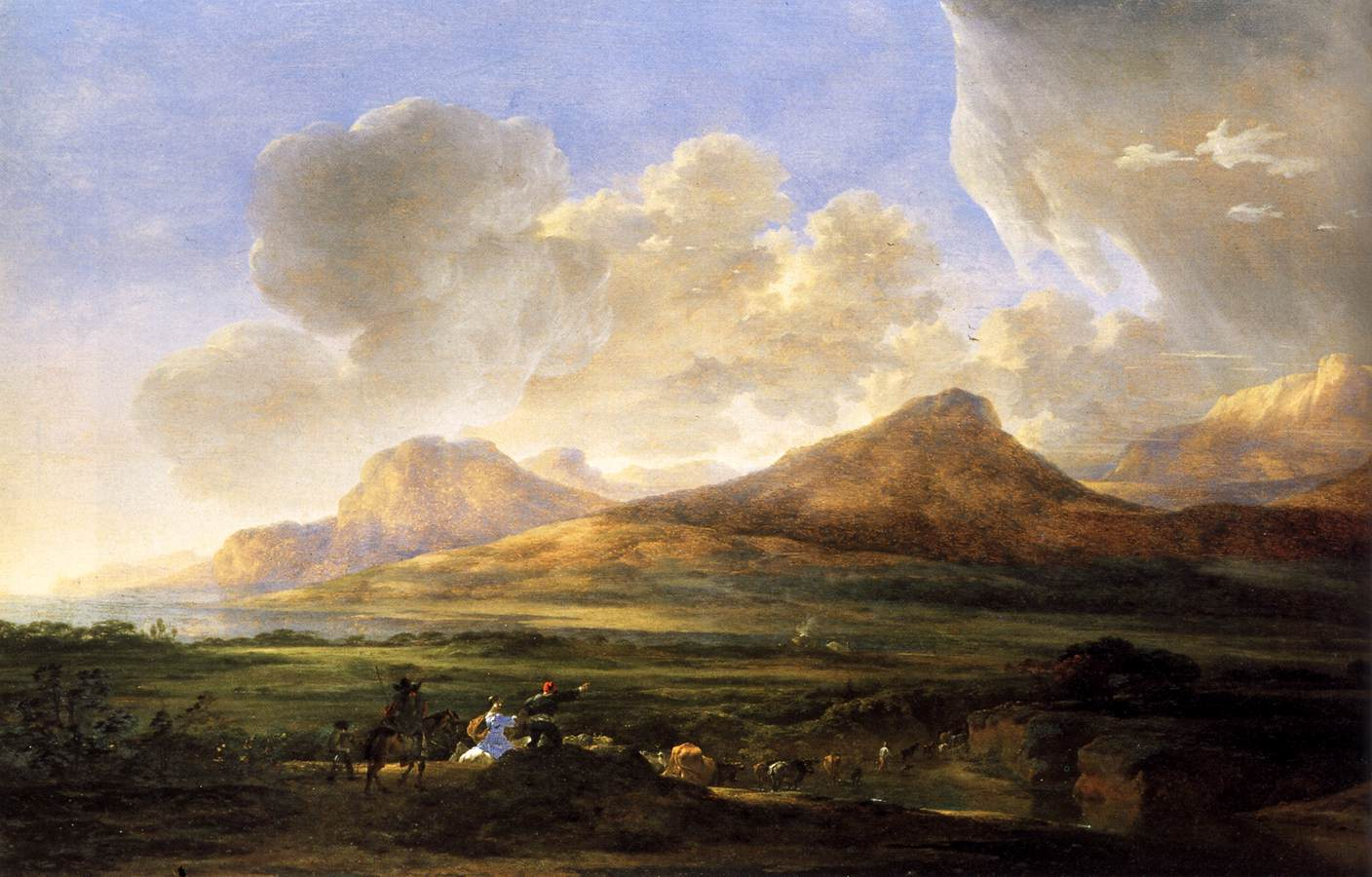
Ян Асселейн, Берег річки з пастухами